# Echinopsis chiloensis
Az Echinopsis chiloensis a kaktuszfélék egyik faja, amely Dél-Amerika nyugati részein őshonos. E kaktuszfajt köznapi nevén sündisznókaktusznak, vagy húsvéti liliomkaktusznak nevezik. Az Echinopsis chiloensis oszlopos felépítésű, ám törzse már talajszinten elágazhat, amely cserjeszerűvé teszi a növény külsejét. E növény végleges magassága elérheti, akár a 8 métert is. Előfordulási helyei közt említhető például a La Campana Nemzeti Park Chilében. An example occurrence is within the La Campana National Park in Chile.

## Fordítás
Ez a szócikk részben vagy egészben  az   Echinopsis chiloensis című angol Wikipédia-szócikk ezen változatának fordításán alapul.  Az eredeti cikk szerkesztőit annak laptörténete sorolja fel. Ez a jelzés csupán a megfogalmazás eredetét és a szerzői jogokat jelzi, nem szolgál a cikkben szereplő információk forrásmegjelöléseként.